# Doge (internetes mém)

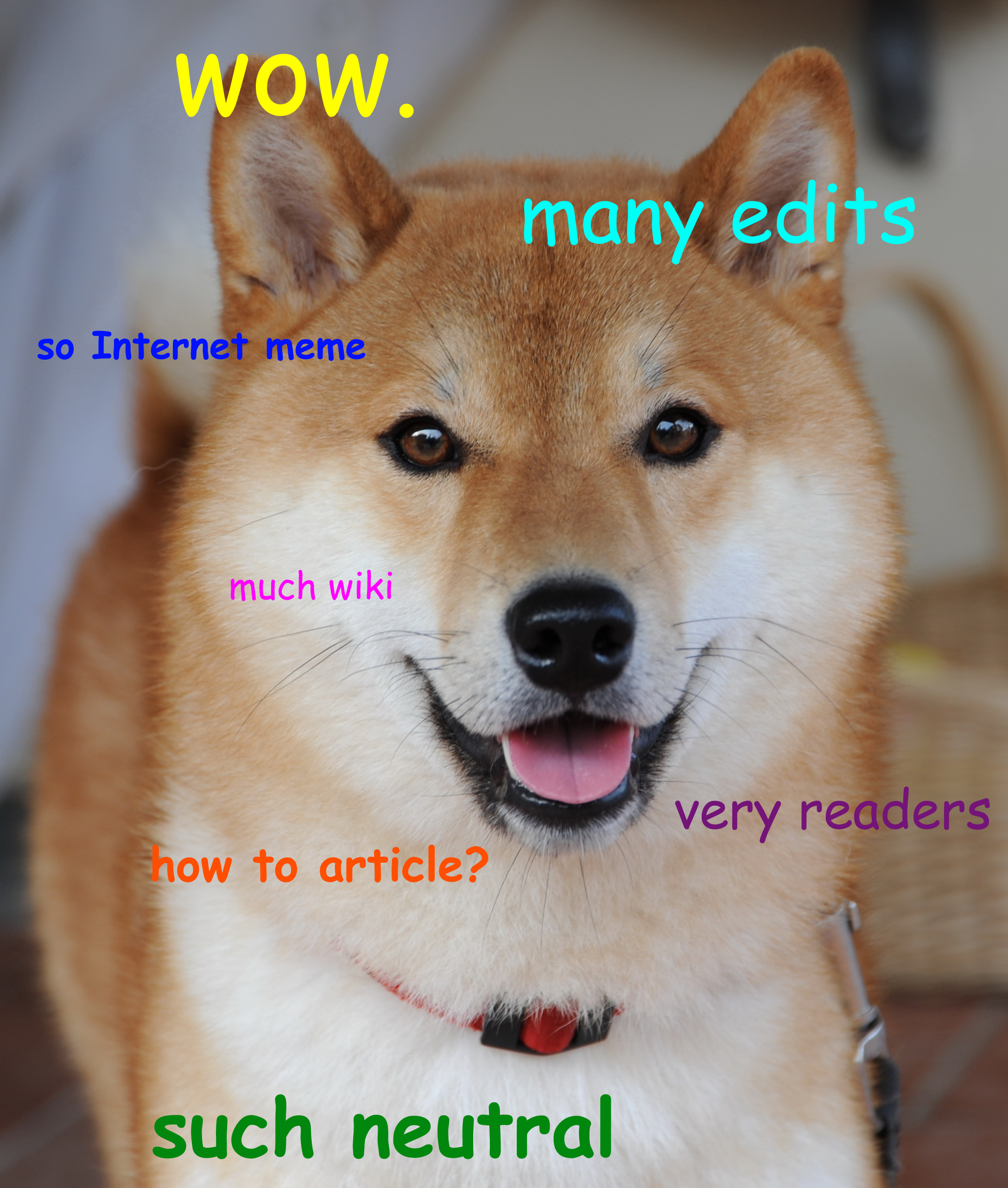
Példa a Wikipédiához kapcsolódó Doge mémre, amely egy Taiki nevű siba Inut ábrázol

A Doge egy internetes mém, amely 2013-ban vált népszerűvé. A mém egy siba inu kutyát ábrázoló képből áll, amelyet Comic Sans betűtípusú, sokszínű szöveg kísér az előtérben. A szöveg, amely egyfajta belső monológot jelent, szándékosan tört angol nyelven íródott. A mém leggyakrabban egy Kabosu nevű siba inu képét használja, bár a többi siba inus változat is népszerű.
A mém Kabosu 2010-es fényképén alapul, amely 2013 végén vált népszerűvé, és a Know Your Meme az évben „a legjobb mém” lett. A siba Inu 2013 végén jelentős szerepet játszott a populáris kultúrában, beleértve a Doge-on alapuló kriptovalutát, a Dogecoint, amely az év decemberében indult. Számos Online közvélemény-kutatás és médium elismerte a Doge-t a 2010-es évek egyik legjobb internetes mémjének.

## Szerkezete
A Doge kétszavas kifejezéseket használ, amelyekben az első szó szinte mindig az öt módosító egyike ("so", "such", "many", "much" és "very"), és a helyes angoltól való eltérés a a módosító olyan szóval, amelyet nem tud megfelelően módosítani. Például: "Much respect. So noble." használja a Doge módosítókat, de nem "megfelelő" Doge, mert a módosítókat formailag helyesen használják; a Doge verzió a "Much noble, so respect" lenne. Ezeken a kifejezéseken túlmenően a dózse megnyilatkozása gyakran egyetlen szóval végződik, leggyakrabban "wow", de az "amaze" és az "excite" kifejezés is szerepel.
A mém kezdete óta számos variációt és spin-offot hoztak létre, köztük a "liquified Doge"-t, egy olyan változatot, amelyben a kutya alakja más állatokra formálódik, és az "ironic Doge"-t, egy olyan változat, amelyben a Doge karakter ironikus és jellegtelen helyzetekbe kerül. Az ironikus Doge mémek számos más rokon karaktert szültek, gyakran maguk a kutyák, amelyek közül az egyik Cheems, egy másik siba inu, akit jellemzően beszédhiba jellemez, amely az „M” betűt egészíti ki beszédében.
Walter, egy bullterrier karakter, akit általában úgy ábrázolnak, mint aki szereti a "moster trucks"-ot és a firetrucksot, egy másik gyakran visszatérő ironikus Doge karakter. Ezek a mémek többnyire olyan alredditen vannak jelen, mint az r/dogelore. Az egyik mém, amely 2020-ban népszerűvé vált, a „Swole Doge vs. Cheems” volt, amelyben egy izmos Doge és egy Cheems baba a múltban jobbnak tartott dolog, illetve annak modern változata.

## Fordítás
Ez a szócikk részben vagy egészben  a   Doge (meme) című angol Wikipédia-szócikk fordításán alapul.  Az eredeti cikk szerkesztőit annak laptörténete sorolja fel. Ez a jelzés csupán a megfogalmazás eredetét és a szerzői jogokat jelzi, nem szolgál a cikkben szereplő információk forrásmegjelöléseként.